# Merzbow

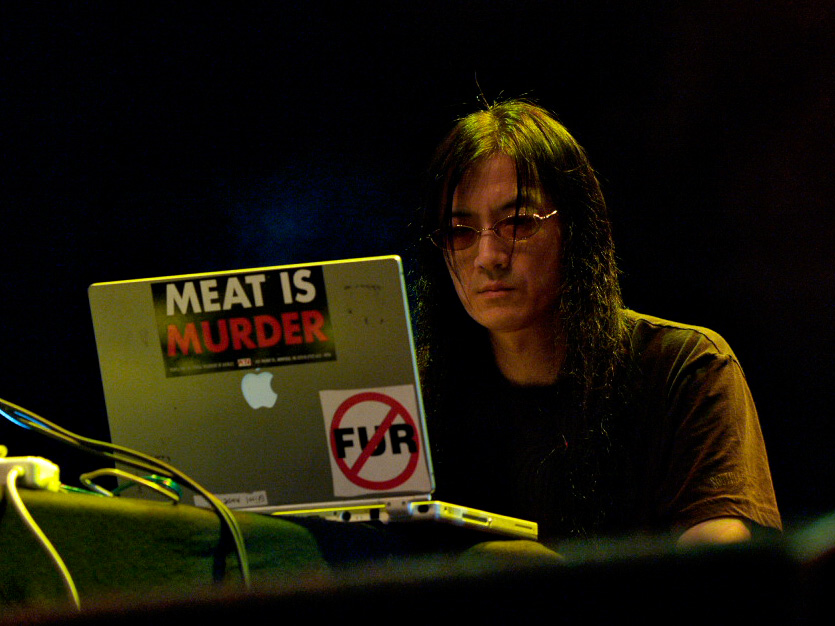
Merzbow.

Merzbow is een pseudoniem van de Japanse artiest Masami Akita (秋田昌美, Akita Masami) (geboren in 1956). Het pseudoniem is afgeleid van een kunstwerk van de Duitse dadaïst Kurt Schwitters, de Merzbau.  Deze benaming gebruikt hij vooral voor zijn experimentele noise-albums. Zijn enorme catalogus van cd's, lp's en cassettes maakt hem een van de belangrijkste figuren in de hedendaagse noise-scene. Zijn grootste inspiratie haalde hij onder andere uit de band Les Rallizes Dénudés, die tevens uit Japan kwam.
Akita heeft ook samengewerkt met andere artiesten, zoals Otomo Yoshihide en Mike Patton, maar de meeste albums onder zijn Merzbow pseudoniem zijn door hem alleen gemaakt.
- Bibliothèque nationale de France: cb14027441h (data)
- International Standard Name Identifier: 0000 0000 8146 5811
- Library of Congress Control Number: no2016034405
- MusicBrainz: 2841d983-f8c3-432a-af02-7407a84580a8
- Système universitaire de documentation: 085189448
- Virtual International Authority File: 302419414
- WorldCat: E39PCjJ8GbCHXPx8Qdtc6qxwfq